# 栃木県道321号南方須佐木線

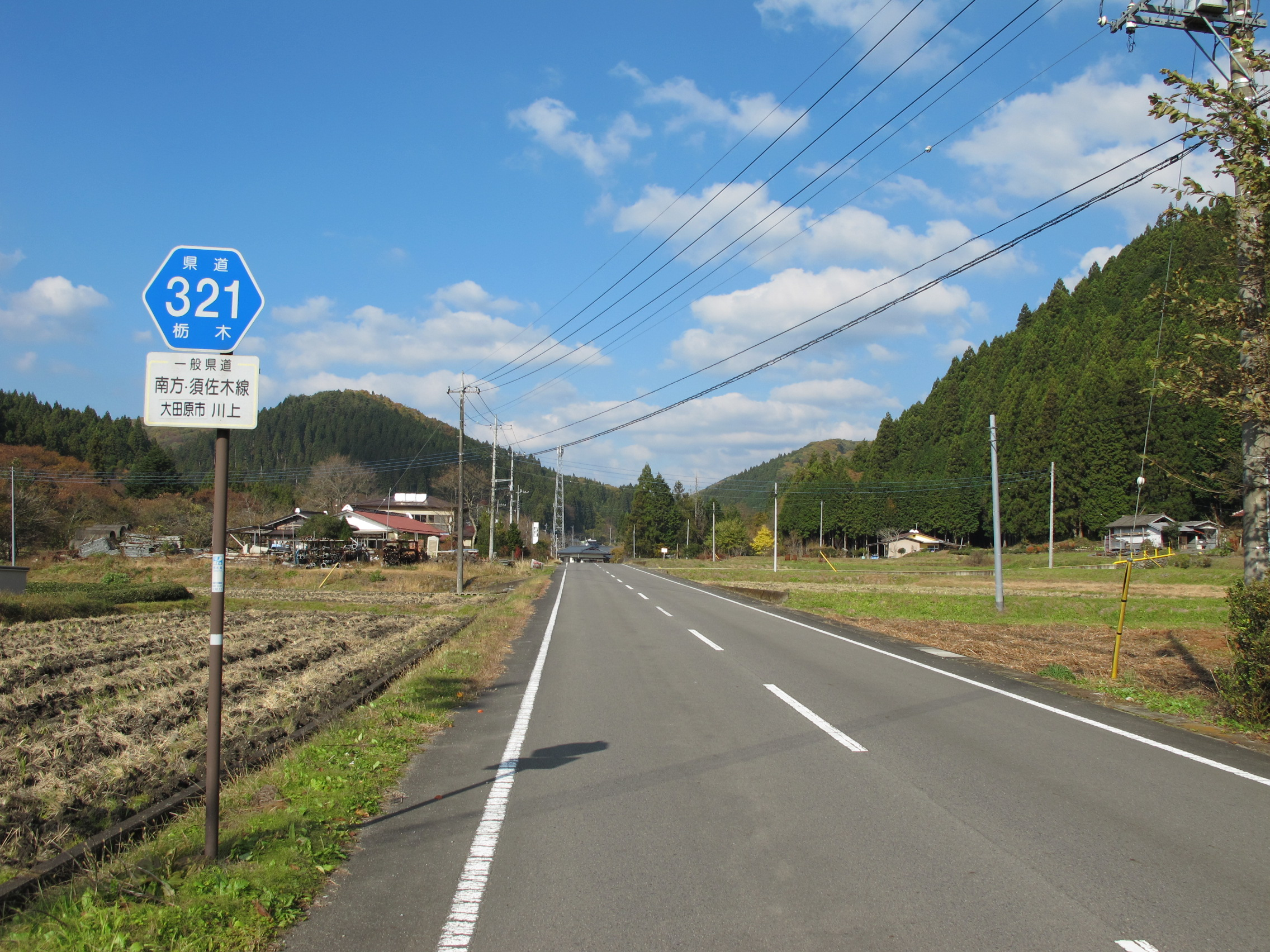
栃木県道321号南方須佐木線
大田原市川上（2013年11月）

栃木県道321号南方須佐木線（とちぎけんどう321ごう なんぼうすさぎせん）は、栃木県大田原市内を通過する一般県道である。

## 概要

### 路線データ
- 総延長：10.606km[1]
- 実延長：10.606km[1]
- 起点：栃木県大田原市南方（栃木県道28号大子那須線交点）
- 終点：栃木県大田原市須佐木（須佐木交差点＝栃木県道13号大子黒羽線交点）
- 認定：1993年（平成5年）4月1日

## 歴史

### 年表
- 1961年（昭和36年）4月1日 - 一般県道上南方大山田線として認定。
- 1993年（平成5年）4月1日 - 県道上南方大山田線のうち須佐木・大山田（健武）間が国道461号に編入され、残部である須佐木・南方間が新たに一般県道南方須佐木線として認定。

## 路線状況

### 交通量
24時間自動車類交通量（台/日）
- 748（推定値）

## 地理

### 通過する自治体
- 栃木県
  - 大田原市